# شتاینهاگن (فرپومرن-روگن)
شتاینهاگن (به آلمانی: Steinhagen) یک شهر در آلمان است که در فرپومرن-روگن واقع شده‌است. شتاینهاگن ۲٬۶۴۸ نفر جمعیت دارد.